# Red de San Luis
La red de San Luis, en Madrid (España), es el nombre no oficial con que se denomina al ensanchamiento final de la calle Montera, en su unión con la Gran Vía y las calles Fuencarral y Hortaleza.

## Historia

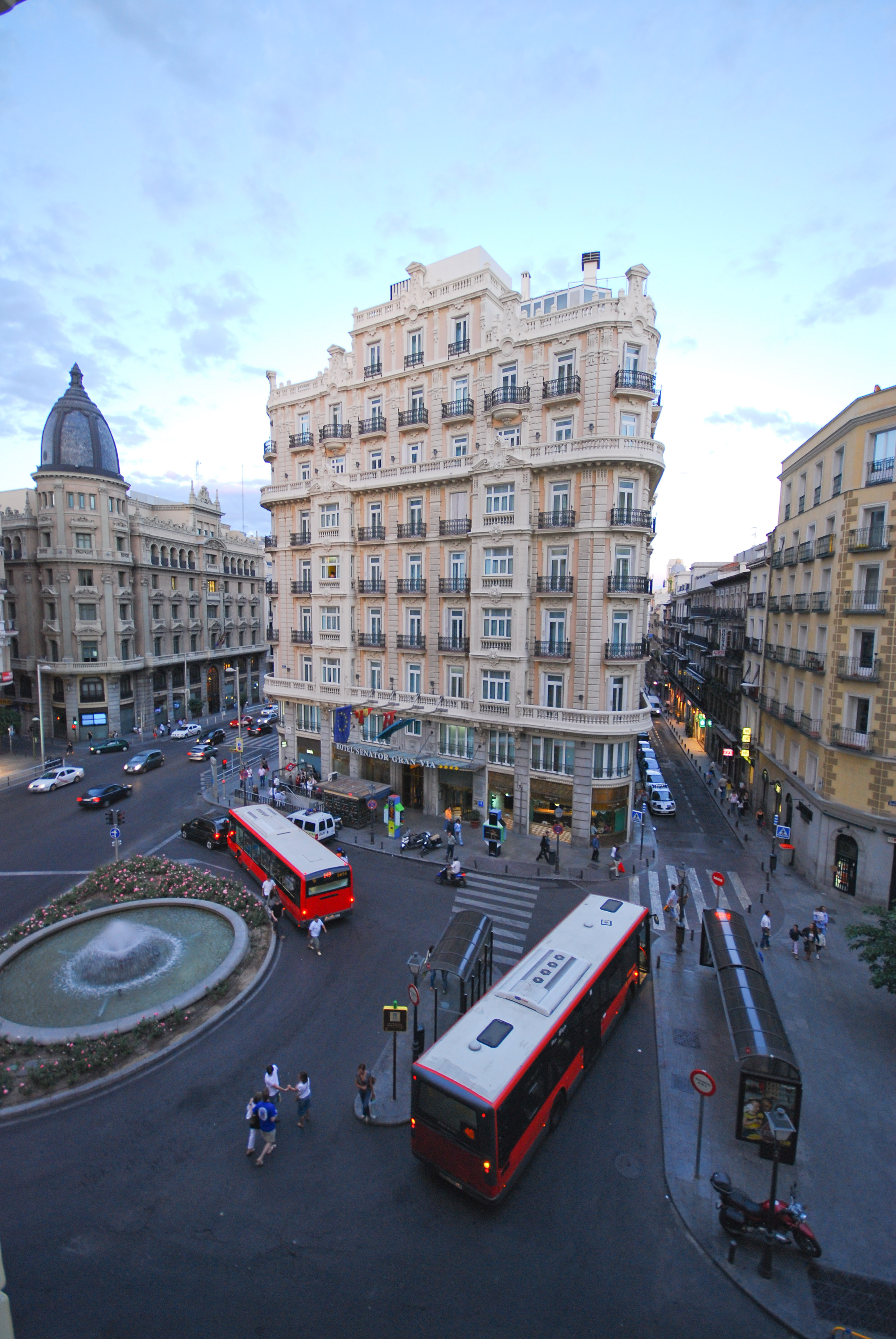
La red de San Luis, antes de convertirse en espacio peatonal

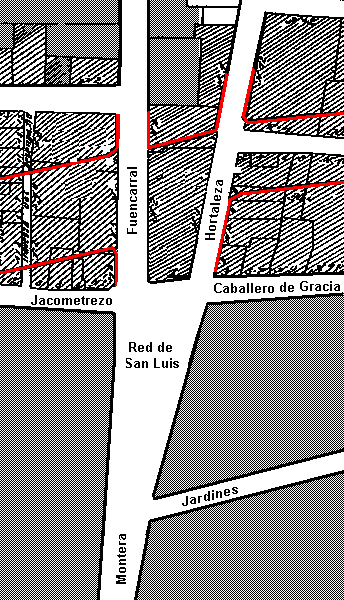
Plano de la Red de San Luis en el con el contorno actual de la Gran Vía marcado en rojo

La palabra 'red' en el nombre proviene de su significado antiguo como "confluencia de varias calles", "plaza poligonal de donde salen calles en todas direcciones" o por su semejanza con una red de pescador y por extensión el mercado que en ella tenía lugar. Este significado está avalado por el DRAE pero ha caído en relativo desuso y la imaginación popular ha inventado explicaciones relacionadas con redes de comerciantes del mercado.
Se encontraba en el espacio de la actual plaza una abertura en la cerca que se denominaba: Puerta de la Red de San Luis. Fue espacio habitual para un pequeño y popular mercado de abastos desde el siglo xvii, conservándose en el siglo xix como mercado de frutas y hortalizas. El nombre proviene de la antigua Iglesia de San Luis Obispo, situada en la calle de la Montera.
Antes de la construcción de la Gran Vía, la Red de San Luis era de menores dimensiones, pues las calles Fuencarral y Hortaleza llegaban más al sur, hasta la esquina con las calles Caballero de Gracia y Jacometrezo que en aquella época llegaba hasta Montera enfrente de Caballero de Gracia. La Red de San Luis estaba formada por la confluencia de las calles Montera, Jacometrezo, Fuencarral, Hortaleza, Caballero de Gracia y Jardines.
Desde 1832 hasta 1868 se emplazó aquí la Fuente de los Galápagos, de Francisco Javier de Marietegui, que acabaría luego en el Retiro.

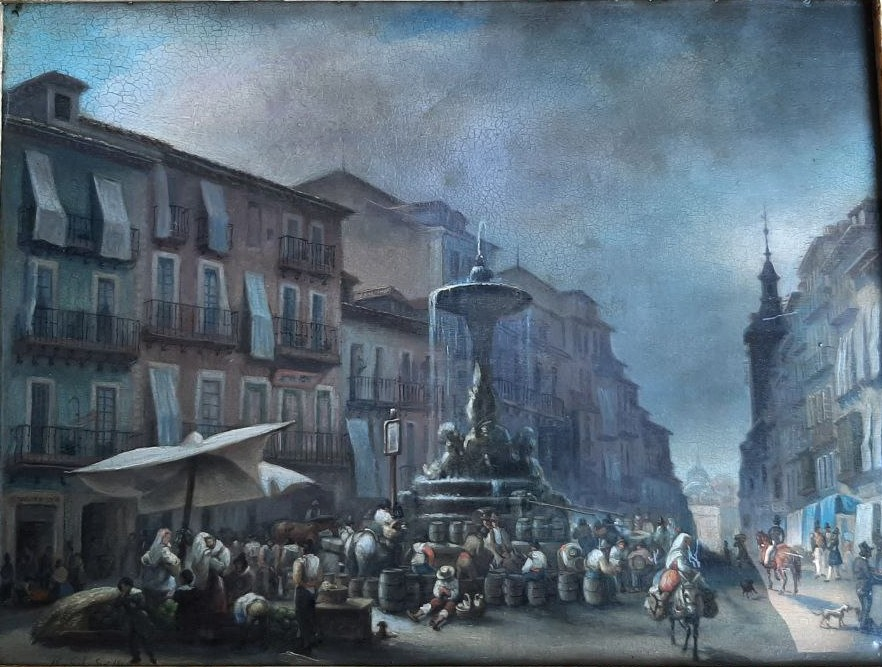
Ramón Gil Rey: "Fuente de los Galápagos en la Red de San Luis" (1840). Óleo sobre cobre. Colección particular

En 1919, con la inauguración metropolitana de la Estación de Gran Vía con el nombre de Red de San Luis, se instaló el ascensor de acceso en un templete de granito con una marquesina de hierro y cristal, obra del arquitecto Antonio Palacios, que en 1972 fue desmontado y trasladado al cementerio de Porriño (Pontevedra), localidad natal del arquitecto, a cuya entrada se levanta su tumba.
Después, para regular el tráfico y permitir el giro desde Gran Vía a Hortaleza, se instaló otra fuente, obra de Manuel Herrero Palacios, cuya característica más llamativa eran unas pequeñas esculturas metálicas de aves iniciando el vuelo, obra del escultor Gerardo Martín Gallego, por lo que se conoció popularmente como de los cisnes.
En 2009 se realizó una nueva reforma de la plaza, en el marco de la urbanización del eje comercial Fuencarral-Montera con vías peatonales que conectaran la glorieta de Bilbao con la Puerta del Sol. La reforma consistió en la eliminación del giro de Gran Vía a Hortaleza y de la fuente central. Actualmente el único tráfico rodado que cruza la Red es el que transita por la Gran Vía.
En 2021, con motivo de la remodelación de la estación, una copia idéntica del templete se ha vuelto a situar en el lugar original.